# Eržebet Palatinuš
Eržebet Palatinuš (* 23. März 1959) ist eine ehemalige jugoslawische Tischtennisspielerin. Sie wurde 1976 Europameister im Mixed.

## Werdegang
Von 1973 bis 1975 wurde Eržebet Palatinuš jugoslawische Jugendmeisterin im Einzel, 1975 und 1976 holte sie den Titel bei den Erwachsenen. 1976 siegte sie im jugoslawischen Ranglistenturnier und belegte in der nationalen Rangliste Platz eins.
Erste internationale Erfolge erzielte Eržebet Palatinuš bei Jugend-Europameisterschaften. Hier stand sie 1974 und 1975 im Halbfinale des Einzelwettbewerbs, 1975 siegte sie mit der jugoslawischen Juniorinnenmannschaft, 1976 siegte sie im Doppel mit Dubravka Fabri und im Mixed mit Zoran Kalinić.
Im gleichen Jahr, 1976, wurde sie auch für die Europameisterschaften der Erwachsenen nominiert, wo sie zusammen mit Antun Stipančić Europameister im Mixed wurde. Im Endspiel bezwangen sie Milan Orlowski/Ilona Uhlíková (ČSSR). 1978 und 1980 nahm sie erneut an Europameisterschaften teil, wobei sie 1980 im Mixed mit Stipančić Bronze holte. 1976 und 1979 wurde sie im europäischen Ranglistenturnier TOP-12 Dritte, 1980 Fünfte.
Von 1973 bis 1983 nahm sie an sechs Weltmeisterschaften teil und holte 1979 Bronze im Doppel mit Gordana Perkučin. Zehnmal gewann sie Gold bei den Balkanmeisterschaften, zweimal bei den Mittelmeerspielen („Mediterranean Games“).
In der ITTF-Weltrangliste wurde sie Mitte 1976 auf Platz 12 geführt. Nach 1982 trat Eržebet Palatinuš international nicht mehr in Erscheinung.

## Privat
Eržebet Palatinuš hat eine Tochter.

## Turnierergebnisse
| Verband | Veranstaltung                         | Jahr | Ort          | Land | Einzel        | Doppel        | Mixed         | Team |
| ------- | ------------------------------------- | ---- | ------------ | ---- | ------------- | ------------- | ------------- | ---- |
| YUG     | Balkan Meisterschaft                  | 1982 | Izmir        | TUR  | Halbfinale    |               |               |      |
| YUG     | Balkan Meisterschaft                  | 1979 | Athen        | GRE  | Halbfinale    | Gold          | Gold          |      |
| YUG     | Balkan Meisterschaft                  | 1978 | Nis          | YUG  | Silber        |               | Silber        |      |
| YUG     | Balkan Meisterschaft                  | 1977 | Brasov       | ROU  | Halbfinale    |               | Gold          |      |
| YUG     | Balkan Meisterschaft                  | 1975 | Sofia        | BUL  | Gold          | Gold          | Gold          | 1    |
| YUG     | Balkan Meisterschaft                  | 1974 | Athen        | GRE  |               | Gold          |               |      |
| YUG     | Balkan Meisterschaft                  | 1973 | Sombor       | YUG  | Gold          |               |               | 1    |
| YUG     | Balkan Meisterschaft                  | 1972 | Ankara       | TUR  | Silber        | Silber        |               |      |
| YUG     | Europameisterschaft                   | 1980 | Bern         | SUI  | letzte 16     | Viertelfinale | Halbfinale    |      |
| YUG     | Europameisterschaft                   | 1978 | Duisburg     | FRG  | letzte 16     | Viertelfinale | Viertelfinale |      |
| YUG     | Europameisterschaft                   | 1976 | Prag         | TCH  | letzte 16     | Viertelfinale | Gold          |      |
| YUG     | Jugend-Europameisterschaft (Junioren) | 1976 | Modling      | AUT  |               | Gold          | Gold          |      |
| YUG     | Jugend-Europameisterschaft (Junioren) | 1975 | Zagreb       | YUG  | Halbfinale    |               |               | 1    |
| YUG     | Jugend-Europameisterschaft (Junioren) | 1974 | Goppingen    | FRG  | Halbfinale    |               |               |      |
| YUG     | EURO-TOP12                            | 1981 | Miskolc      | HUN  | 11            |               |               |      |
| YUG     | EURO-TOP12                            | 1980 | München      | FRG  | 5             |               |               |      |
| YUG     | EURO-TOP12                            | 1979 | Kristianstad | SWE  | 3             |               |               |      |
| YUG     | EURO-TOP12                            | 1978 | Prag         | TCH  | 11            |               |               |      |
| YUG     | EURO-TOP12                            | 1977 | Sarajevo     | YUG  | 8             |               |               |      |
| YUG     | EURO-TOP12                            | 1976 | Lübeck       | FRG  | 3             |               |               |      |
| YUG     | Mittelmeer-Spiele                     | 1979 | Hvar Split   | YUG  | Gold          | Gold          | Silber        |      |
| YUG     | Weltmeisterschaft                     | 1983 | Tokio        | JPN  | letzte 32     | letzte 64     | letzte 32     | 13   |
| YUG     | Weltmeisterschaft                     | 1981 | Novi Sad     | YUG  | letzte 128    | letzte 64     | letzte 64     | 11   |
| YUG     | Weltmeisterschaft                     | 1979 | Pyongyang    | PRK  | letzte 64     | Halbfinale    | letzte 16     | 8    |
| YUG     | Weltmeisterschaft                     | 1977 | Birmingham   | ENG  | letzte 32     | letzte 64     | letzte 64     | 14   |
| YUG     | Weltmeisterschaft                     | 1975 | Calcutta     | IND  | Viertelfinale | letzte 16     | letzte 16     | 7    |
| YUG     | Weltmeisterschaft                     | 1973 | Sarajevo     | YUG  | Qual          | letzte 16     | Qual          | 11   |